# أبو سليم فرج التركي
كان أبو سليم فرج التركي، كان غلامًا تركيًا في البلاط العباسي.
في عام 787م أرسله الخليفة هارون الرشيد لإعادة بناء مدينة طرسوس وتوطينها. فأرسل فرج أولاً 3000 خراساني إلى المدينة، تلاه ألف من كل من مناطق المصيصة وأنطاكية. وصلت القوات في يونيو 788 وعسكرت خارج المدينة حتى انتهوا من إعادة بناء أسوارها وإقامة مسجد. وفي 805م، أشرف فرج على أول تبادل للأسرى مع البيزنطيين على نهر لاموس في عهد هارون الرشيد، سجله المؤرخ المسعودي في تاريخه. كما لعب دورًا مهمًا في السيطرة على الحدود البيزنطية، وجمع العشور في المنطقة خلال السنوات الأخيرة من حكم هارون الرشيد، وقام بترميم «قصر سيحان».
ذكرته المصادر في عام 819م كمرافق لولي العهد الأسير إبراهيم بن المهدي في حضور الخليفة المأمون.